# Sušje
Sušje (nem. Dürr) je naselje v Občini Ribnica. Stoji na oblem podolgovatem slemenu, ki se proti zahodu položno vzpenja do Sel (589 m). Pod njo se med travniki vije ponikalnica Bistrica. Ob njej je hiša »beli malen«. Na severu teče Zapotoški potok.
Ob cesti Žlebič - Sodražica stoji podružnična šola Sušje, ki jo obiskujejo otroci do četrtega razreda osnovne šole. Za šolo je urejeno športno igrišče, pred njo pa stoji spomenik padlim partizanom.
V bližini šole stoji gasilski dom PGD Sušje. Društvo je bilo ustanovljeno leta 1909. Na stavbi je naslikana freska Sv. Florjana.
Sredi naselja je kapela, sezidana leta 1908 v novogotskem slogu. V njej je kip Lurške matere božje iz leta 1909, pod katerim je manjši angelček. Na stenah visijo podobe srca Marijinega, sv. družine in matere božje z Jezuščkom. Kapela je bila 1995 temeljito obnovljena.
Kraj se prvič omenja že leta 1241. Že v 14. stoletju je tu stal manjši dvorec Gospodov Sušenjskih (Die Herren und Ritter von der Dürr), ki so po tem kraju oz. dvorcu prevzeli še danes obstajajoči plemiški priimek. Dvorec je bil uničen ob začetku 15. stoletja, saj so ga požgali Turki.

## Galerija
- Začetek vasi
- Podružnična šola Sušje
- Spomenik padlim partizanom pred šolo
- Kapela v Sušju
- Gasilni dom v Sušju